# Zgodovina Burme
Zgodovina Mjanmara ali Burme zajema obdobje od prvih znanih naselij pred 13.000 leti do današnjih dni. Najstarejši prebivalci v zgodovini so bili tibetansko-burmansko govoreči ljudje, ki so ustanovili mestno državo Pju z glavnim mestom Pjaj in sprejeli teravadski budizem.
Druga skupina, Mranmarci (Burmanci/Bamar) iz Nančaa, so prišli v zgornjo dolino Iravadija v začetku 9. stoletja. Vzpostavili so Paganski imperij (1044–1287), prvo poenotenje doline Iravadi in njenega obrobja. Burmanski jezik in kultura sta v tem obdobju počasi zamenjala jezik pju. Po vdorih Mongolov (1277–1287) je nastalo več manjših kraljestev, od katerih so bila glavna Ava, Hantavadi, Arakan in Šan v pokrajini, polni spreminjajočih se zavezništev in nenehnih vojn.
V drugi polovici 16. stoletja je dinastija Taungu (1510–1752) združila državo in za kratek čas ustanovila največje kraljestvo v zgodovini jugovzhodne Azije. Pozneje so kralji sprožili številne ključne upravne in gospodarske reforme, ki so bile povod za manjše, mirnejše in uspešnejše kraljestvo v 17. in začetku 18. stoletja. V drugi polovici 18. stoletja je dinastija Konbaung (1752–1885) obnovila kraljestvo in nadaljevala reforme prejšnje dinastije, povečala osrednjo oblast v obrobnih regijah in naredila eno najbolj pismenih držav v Aziji. Dinastija je napadla vse svoje sosede. Angleško-burmanske vojne (1824–1885) so sčasoma pripeljale do britanske kolonialne vladavine.
Britanska oblast je prinesla več trajnih družbenih, gospodarskih, kulturnih in drugih sprememb, ki so popolnoma preoblikovale do takrat agrarno družbo. Najpomembnejše je, da je britanska oblast odpravila razlike med številnimi etničnimi skupinami v državi. Od osamosvojitve leta 1948 je država v eni najdalj trajajočih državljanskih vojn, ki ostaja nerešena. Pod vojaško upravo je bila v različnih preoblekah 1962–2010 in postala ena najmanj razvitih držav na svetu.

## Zgodovina do 9. stoletja

### Prazgodovina
Najzgodnejši arheološki dokazi kažejo, da so v Burmi obstajale kulture že 11.000 pred našim štetjem. Večino znakov zgodnje poselitve so našli v osrednjem suhem območju, kjer se pojavljajo razpršena mesta v neposredni bližini reke Iravadi. Anyathian, burmanska kamena doba, je obstajala, tako menijo, vzporedno z nižjo in srednjo paleolitsko dobo v Evropi. Neolitik, ko so bile rastline in živali prve udomačene in se je pojavilo polirano kamnito orodje, je v Burmi razviden v treh jamah v bližini Taundžija na robu planote Šan iz 10.000 so 6000 pred našim štetjem.
Okoli 1500 pred našim štetjem so ljudje v regiji prešli z bakra na bron, pridelovali riž in udomačili piščance in prašiče; bili so med prvimi ljudmi na svetu, ki so to storili. 500 pred našim štetjem so se pojavili izdelki iz železa v naseljih južno od današnjega Mandalaja. Izkopali so z bronom okrašene krste in grobišča, napolnjena z lončenimi ostanki. Archaeological evidence at Samon Valley south of Mandalay suggests rice growing settlements that traded with China between 500 BC and 200 CE. Arheološki dokazi v dolini Samon, južno od Mandalaja, kažejo na rižu osnovana naselja, ki trgujejo s Kitajsko med 500 pred našim štetjem in 200 n. št. V železni dobi arheološki dokazi tudi iz doline Samon razkrivajo spremembe od začetnih pogrebnih praks, na katere je močno vplivala Indija. Te spremembe so pokopavanje dojenčkov v posodah, katerih velikost prikazuje njihov družinski status.

### Mestna država Pju
Tibetantsko-burmansko govoreči Pju so vstopili v dolino Iravadi iz današnjega Junana (Kitajska) okoli 2. stoletja pred našim štetjem in ustanovili mestne državice po celotni dolini Iravadi. Njihov prvotni dom je bil obnovljen ob jezeru Činghaj v današnjih provincah Činghaj in Gansu (Kitajska). Pju so bili najzgodnejši prebivalci Burme, za katerimi so se ohranili zapisi. V tem obdobju je bila Burma del kopne trgovinske poti Iz Kitajske do Indije. Trgovina z Indijo je prinesla budizem iz Južne Indije. Do 4. stoletja so se mnogi v dolini Iravadi spreobrnili v budizem. Od številnih mestnih državic je bila največja in najpomembnejša Šri Ksetra, jugovzhodno od sodobnega Pjaja, nekoč glavno mesto Pjuja. Marca 638 so Pjuji iz Šri Ksetre zastavili nov koledar, ki je postal burmanski koledar.
Kitajski zapisi iz 8. stoletja so prepoznali 18 državic po vsej dolini Iravadi in jih opisali kot humane in miroljubne ljudi, ki jim je bila vojna skoraj neznana. Nosili so svilen bombaž namesto svile, tako da jim ne bi bilo treba ubijati sviloprejk. Kitajski zapisi prav tako poročajo, da so Pjuji znali narediti astronomske izračune in da so mnogi fantje postali menihi pri sedmih letih in ostali do 20. leta.
To je bila dolgoživa civilizacija, obdržala se je skoraj tisočletje, do začetka 9. stoletja, vse do nove skupine "hitrih jezdecev" s severa Mranmarcev (Burmancev), ki so vpadli v zgornjo dolino Iravadija. V začetku 9. stoletja so mestne državice Pjuja v Zgornji Burmi stalno napadali iz kraljevina Nančao, današnji Junan. Leta 832 so oplenili Hanlin, ki je prehitel Pjaj kot glavno mesto Pjuja. Arheologi razlagajo zgodnja kitajska besedila, ki podrobno opisujejo ropanje mesta leta 832 in zajetje 3000 zapornikov, ki so postali njihovi sužnji v današnjem Kunmingu v Junanu.
Ker so naselja v kraljestvu Pju ostala v Zgornji Burmi pred nastankom Paganskega kraljestva sredi 11. stoletja, so v naslednjih štirih stoletij postopoma postala del rastočega Burmanskega kraljestva. Jezik pju je še vedno obstajal do poznega 12. stoletja. V 13. stoletju so Pjuji prevzeli burmansko narodnost. V zgodovini/legendah so bili 
vključeni med Burmance.

### Kraljestvo Mon
Po študiji o kolonialni dobi je že v 6. stoletju ljudstvo Mon začelo vdirati v današnjo Spodnjo Burmo iz svojih kraljestev Haripunčaj ali Haribhunjaya in Dvaravati v današnji Tajski. Do sredine 9. stoletja sta bili ustanovljeni vsaj dve majhni kraljestvi (ali veliki mestni državici) okoli Peguja in Tatona. Najzgodnejši zunanji viri o kraljestvu Mon v Spodnji Burmi so podatki arabskih geografov iz leta 844 do 848 . Toda nedavne raziskave kažejo, da ni nobenih dokazov (arheoloških ali kakšnih drugih), ki bi podprli obdobje domnevne kolonizacije, ki naj bi obstajala v Spodnji Burmi do poznega 13. stoletja. Prvič zapisana trditev, da je obstajalo kraljestvo Taton, je šele iz leta 1479.

## Dinastija Pagan (849–1297)

### Zgodnje obdobje
Burmanci, ki so pribežali iz držav Pju v zgodnjem 9. stoletju zaradi vpadov iz Nančaa, so ostali v Zgornji Burmi (morda so se začele manjše selitve Burmancev v zgornjo dolino Iravadi že v 7. stoletju).) V sredini do poznega 9. stoletja je bil Pagan utrjena naselbina vzdolž strateške lokacije ob Iravadiju, v bližini sotočja Iravadija in njegovega glavnega pritoka Čindvin.
Morda je bil oblikovan, da bi pomagal Nančau pomiriti okoliške države. V naslednjih dvesto letih je majhna kneževina postopoma rasla in vključila svojo neposredno okolico in območje približno 380 kilometrov od severa proti jugu in 130 km od vzhoda do zahodu, vse v času vzpona Anavrate v letu 1044.

### Pagansko kraljestvo
V naslednjih 30 letih je Anavrata ustanovil Pagansko kraljestvo, prvič poenoteno regijo, ki bo pozneje sodobna Burma. Njegovi nasledniki so do konca 12. stoletja razširili svoj vpliv dlje proti jugu do zgornjega Malajskega polotoka, vse do reke Salween na vzhodu, do sedanje meje s Kitajsko bolj severno in zahodno, do severnega Arakana in gorovja Čin. Burmanske kronike trdijo, da so vladali nad celotno dolino Čao Praja, tajske kronike vključujejo spodnji Malajski polotok do Malajske ožine ožine.
V začetku 12. stoletja se je v jugovzhodni Aziji poleg Kmerskega imperija Pagan pojavil kot velika sila, ki sta ga priznali tudi dinastija Song iz Kitajske in dinastija Čola, tamilska dinastija iz Indije. Sredi 13. stoletja je bila večina Indokine pod nadzorom Paganskega ali Kmerskega kraljestva.
Anavrata je izvedel vrsto ključnih socialnih, verskih in gospodarskih reform, ki so trajno vplivale na burmansko zgodovino. Njegove socialne in verske reforme so se nato razvile v sodobno burmansko kulturo. Najpomembnejša je bila uvedba teravadskega budizma v Zgornji Burmi po osvojitvi poganskega kraljestva Taton leta 1057. Kralj je podpiral budizem, ki se je v naslednjih treh stoletjih postopoma razširil v vasi, čeprav so tantrizem, mahajanski budizem, brahmanizem in animizem ostali močno zasidrani pri vseh družbenih slojih.
Pagansko gospodarstvo je temeljilo predvsem na kmetijstvu v porečju Kjaukse severovzhodno od glavnega mesta in okrožja Minbu južno od Pagana, kjer so Burmanci zgradili veliko novih jezov in obvoznih kanalov. Prav tako so imeli korist od zunanje trgovine prek svojih obalnih pristanišč. Bogastvo kraljestva je bilo namenjeno za gradnjo več kot 10.000 budističnih templjev v glavnem območju Pagana (danes Bagan) med 11. in 13. stoletjem (okoli 2000 jih ostalo do današnjih dni). Premožni so podarjali zemljišča za verske objekte.
Burmanski jezik in kultura sta postopoma postala prevladujoča v zgornji dolini Iravadi, jezik pju, monščina in pali so do konca 12. stoletja skoraj izginili. Pjuji so se zlili z Burmanci. Burmanski jezik je bil od tedaj lingva franka kraljestva.
Kraljestvo je propadlo v 13. stoletju zaradi stalne rasti neobdavčenega verskega bogastva, saj je bilo v 1280-tih dve tretjini obdelovalne zemlje zgornje Burme odtujene od krone, ki je imela težave ohranjati zvestobo dvorjanov in vojaških uslužbencev. To je bil začetek začaranega kroga notranjih motenj in zunanjih izzivov, ki so jih izkoristili Moni, Mongoli in Šani.
Na začetku 13. stoletja so Šani začeli obkrožati Pagansko kraljestvo s severa in vzhoda. Mongoli, ki so osvojili Junan leta 1253, nekdanjo domovino Burmancev, so začeli svoj vpad v Burmo leta 1277 in leta 1287 so oplenili Pagan, nakar se je po 250 letih končala vladavina Paganskega kraljestva. Povsem končala se je deset let pozneje, leta 1297, ko se je zrušilo kraljestvo Mjinsaing.

## Manjša kraljestva
Po padcu Paganskega kraljestva in ko so Mongoli zapustili neprizanesljivo dolino Iravadi, je Pagansko kraljestvo nepopravljivo razpadlo na več manjših kraljestev. Sredi 14. stoletja so bili v deželi organizirani štirje večji centri moči: Zgornja Burma, Spodnja Burma, državi Šan in Arakan. Mnogi od teh centrov moči so bili sami sestavljeni iz manjših kraljestev ali prinčevskih držav (pogosto ohlapnih posesti). To obdobje je bilo zaznamovano z vrsto vojn in različnih zavezništev. Manjša kraljestva so igrala negotovo igro plačevanja zvestobe močnejšim državam, včasih več hkrati.

### Ava (1364–1555)
Ustanovljena je bila leta 1364, država Ava (tudi Inva) je bila naslednica manjših kraljestev v osrednji Burmi: Taungu (1287-1318), Mjinsaing-Pinja (1297–1364) in Sagaing (1315–1364). V svojih prvih letih obstoja je Ava, ki jo obravnavajo kot zakonitega naslednika Paganskega kraljestva, skušala ponovno sestaviti nekdanje kraljestvo. Na vrhuncu svoje moči je bila sposobna pritegniti Taungu in obrobne države Šan (Kale, Mohnjin, Mogaun, Tibo (Hsipo)) brez bojev.
Štiridesetletna vojna (1385–1424) s kraljestvom Hantavadi je pustila Avo izčrpano in njena moč je zastala. Njeni kralji so se redno srečevali z upori svojih vazalnih regij, vendar so jih bili sposobni umirjati do leta 1480. V poznem 15. stoletju sta se Pjaj in država Šan uspešno odcepili in v začetku 16. stoletja se je Ava sama znašla pod napadom svojih nekdanjih vazalov. Leta 1510 se je odcepil Taungu. Leta 1527 je konfederacija držav Šan, ki jih je vodil Mohnjin, zasedli Avo. Vlada konfederacije Zgornje Burme je trajala do leta 1555, ko so jo skazili notranji spopadi med dinastijama Mohnjin in Tibo. Kraljestvo je leta 1555 zrušila taunška vojska.
Burmanski jezik in kultura sta se v obdobju Ava utrdila.

### Hantavadi Pegu (1287–1539, 1550–52)
Monsko govoreče kraljestvo je bilo ustanovljeno kot Ramanadesa takoj po razpadu Paganskega kraljestva leta 1287. V začetku je bila v Spodnji Burmi ohlapna zveza regionalnih centrov moči v Martabanu (Motama), Peguju (Bago) in delti Iravadija. Odločna vladavina Razadaritov (1384–1421) je utrdila obstoj kraljevine. Razadarit je trdno poenotil tri monsko govoreče regije in uspešno končal štiridesetletno vojno s kraljestvom Ava (1385–1424).
Po vojni je bila za kraljestvo Hantavadi zlata doba, medtem ko je njegov tekmec Ava postopoma zamiral. Od 1420 do 1530 je bilo to najmočnejše in uspešno kraljestvo vseh popaganskih kraljestev. Z vrsto posebej nadarjenih kraljev je kraljestvo uživalo dolgo zlato dobo zaradi dobička iz zunanje trgovine. Kraljestvo, cvetoče v jeziku in kulturi, je postalo središče trgovine in teravadskega budizma.
Zaradi neizkušenosti zadnjega vladarja je do tedaj močno kraljestvo leta 1539 osvojilo domišljavo kraljestvo Taungu. Kraljestvo so na kratko obnovili še med 1550 in 1552, dejansko so nadzorovali le Pegu, dokončno jih je uničil Bajinaung iz dinastije Taungu leta 1552.

### Država Šan (1287–1563)
Šani, ki so Tajci, so prišli z Mongoli, ostali in hitro zavladali velikemu severnemu do vzhodnemu loku Burme, od severozahodne regije Sagaing do hribovja Kačin in do današnjega hribovja Šan.
Najmočnejši šanski državici sta bili Mohnjin in Mogaung v današnji regiji Kačin, katerima so sledile Hsenvi (Teini), Tsipo (Tibo) in Momeik v današnji severni državi Šan.
Manjše vključene države so bile še: Kale, Bamo (Vanmo or Manmo), Hkamti Long (Kantidži) , Hopong (Hopon), Hsahtung (Taton), Hsamöngkam (Tamaingkan), Hsongsup (Taungdut), Hsihkip (Tidžit), Hsumhsai (Hsum Hsai), Kehsi Mangam (Čiti Bansan), Kengčeng (Čaingčaing), Kenghkam (Čaingkan), Kenglön (Čainglon), Kengtong, Kengtung (Čaington), Kokang (Ko Kan), Čoku, Hsivan (Čauku), Kjong (Kjon), Laihka (Ledža), Loksok (Jatsauk), Loi-ai (Lve-e), Loilong (Lvelong), Loimo (Lvemo), Njaungšve in še veliko več.
Mohnjini so v začetku 16. stoletja nenehno vdirali na ozemlje kraljestva Ava. Vodili so konfederacijo držav Šan v zavezništvu s kraljestvom Pjaj in zajeli Avo leta 1527. Konfederacija je premagala svojo dotedanjo zaveznico Pjaj leta 1532 in vladala vsej Zgornji Burmi, razen Taunguju. Konfederacija se je porušila zaradi notranjih nesoglasij in ni mogla ustaviti Taungujev, ki so leta 1555 osvojili Avo in do leta 1563 vse državice šanskega kraljestva.

### Arakan (1287–1785)
Čeprav je bil Arakan od poznega paganskega obdobja dalje dejansko neodvisen, je bila arakanska dinastija Laungkjet neučinkovita. Do ustanovitve kraljestva Mrauk-U leta 1429 je bil Arakan pogosto ujet med večjimi sosedi in si je našel bojišče v štiridesetletni vojni med Avo in Pegujem. Mrauk-U je bilo močno kraljestvo že med 15. in 17. stoletjem, vključno z vzhodno Bengalijo med 1459 in 1666. Arakan je bilo le popagansko kraljestvo in ni bilo priključeno Taunguju.

## Dinastija Taungu (1510–1752)

### Prvo kraljestvo Taungu (1510–99)
V začetku 1480-tih se je kraljestvo Ava spoprijemalo s stalnimi notranjimi upori in zunanjimi napadi iz držav Šan in je začelo razpadati. Leta 1510 je Taungu, ki je bil v oddaljenem jugovzhodnem koncu kraljestva Ava, razglasil neodvisnost. Ko je leta 1527 Konfederacija držav Šan osvojila kraljestvo Ava , je mnogo ljudi iz jugovzhoda pobegnilo v Taungu, edino kraljestvo v miru in obkroženo z večjimi sovražnimi kraljestvi.
Taungu je s svojim ambicioznim kraljem Tabinšvehtijem in njegovim namestnikom generalom Bajinaungom začel ponovno združevati majhna kraljestva, ki so obstajala že od padca Paganskega kraljestva. Ustanovil je največje kraljestvo v zgodovini jugovzhodne Azije. Prvič je novo kraljestvo premagal močnejši Hantavadi v vojni med letoma 1534 in 1541. Tabinšvehti je leta 1539 preselil glavno mesto v na novo ustanovljen Pegu.
Taungu je razširil svojo oblast za Paganom leta 1544, vendar mu ni uspelo osvojiti Arakana v letih 1545 do 1547 in Siama v letih 1547 do 1549. Tabinšvehtijev naslednik Bajinaung je nadaljeval politiko širitve, osvojil je Avo leta 1555, bližje šanske državice (1557), Lan Na (1558), Manipur (1560), oddaljene šanske državice (1562–1563), Siam (1564, 1569) in Lan Šang (1565–1574) ter pridobil velik del zahodne in osrednje Indokine pod svojo oblast.
Bajinaung je vzpostavil trajen upravni sistem, ki je zmanjšal dedno moč šanskih vodij in prevzel njihove običaje v nižinskih deželah. Ni pa mogel uvesti učinkovitega upravnega sistema povsod. Njegovo kraljestvo je bilo ohlapna zbirka nekdanjih samostojnih kraljestev, katerih kralji so mu bili zvesti kot čakravartinu (စကြဝတေးမင်း [sɛʔtɕà wədé mɪ́ɴ; univerzalni vladar) in ne kraljestvu Taungu.
Zunaj meja kraljestva se je kmalu po Bajinaungovi smrti leta 1581 Siam leta 1584 odcepil in začel vojno z Burmo, ki je trajala do leta 1605. Do leta 1597 je kraljestvo izgubilo vse svoje imetje, vključno Taungu, dom prednikov dinastije. Leta 1599 so arakanske sile, podprte s portugalskimi plačanci in v zavezništvu z upornimi silami Taungu, zavzeli Pegu. Državo je zajel kaos, vsaka regija je imela svojega kralja. Portugalski plačanec Filipe de Brito e Nicote se je takoj uprl arakanskim šefom in vzpostavil Goa – varnostno portugalsko oblast v Tanljinu leta 1603.
=== Obnovljeno kraljestvo Taungu (ali kraljestvo Njaungjan) (1599–1752)[edit]
Medtem ko je medvladje po padcu Paganskega kraljestva trajalo več kot 250 let (1287–1555), je bilo obdobje po padcu prve Taungove vladavine sorazmerno kratkotrajno. Eden izmed Bajinaungovih sinov, Njaungjan, si je takoj začel prizadevati za združitev, uspešno je obnovil osrednjo oblast nad Zgornjo Burmo in bližnjimi šanskimi državami leta 1606.
Njegov naslednik Anaukpetlun je leta 1613 premagal Portugalce pri Tanljinu. Od Siama je do leta 1614 vrnil le zgornjo obalo Tenaserim do Tavoja in Lan Naja. Prav tako je med letoma 1622 in 1626 zasedel šanski državi (Kengtung in Sipsongpana).
Njegov brat Talun je obnovil zaradi vojn razdejano državo. Leta 1635 je ukazal prvi popis v burmanski zgodovini, ki je pokazal, da v kraljevini živi približno dva milijona ljudi. Leta 1650 so trije sposobni kralji, Njaungjan, Anaukpetlun in Talun, uspešno obnovili manjše, a veliko bolj obvladljivo kraljestvo.
Še pomembnejše je, da je nova dinastija nadaljevala ustvarjanje pravnega in političnega sistema, katerega osnovne lastnosti so se nadaljevale z dinastijo Konbaung tudi v 19. stoletju. Krono je popolnoma nadomestil dedni poglavar s pooblaščenimi upravniki v celotni dolini Iravadi in močno zmanjšal dedne pravice šanskih vladarjev. Prav tako so tudi brzdali stalno rast meniškega bogastva in avtonomije, kar je dalo večjo davčno osnovo. Njihova trgovina in posvetne upravne reforme so zgradile uspešno gospodarstvo za več kot 80 let. Razen nekaj občasnih uporov in zunanjih vojn, ko so Burmanci premagali Siam ob poskusu prevzema Lan Naja in Martabana med letoma 1662 in 1664, je bil preostali del 17. stoletja miren.
Kraljestvo je začela postopno nazadovati in avtoriteta kraljev se je leta 1720 hitro poslabšala. Od 1724 dalje je Manipuris začel naskok na zgornjo dolino reke Čindvin. Leta 1727 se je uspešno uprl južni Lan Na (Čiang Mai), tako da je samo severni Lan Na (Čiang Saen) ostal pod burmansko upravo. Manipuri je leta 1730 pospešil naskakovanje in dosegel vse globlje dele osrednje Burme.
Leta 1740 je ljudstvo Mon v Spodnji Burmi začelo upor in ustanovljeno je bilo obnovljeno kraljestvo Hantavadi, ki je leta 1745 nadzorovalo velik del Spodnje Burme. Tudi Siam je do leta 1752 prevzel oblast nad obalo Tenaserim. Hantavadi je napadel Zgornjo Burmo v novembru 1751 in zasedel Avo 23. marca 1752, ko se je končala 266-letna vladavina Taungujeve dinastije.

## Dinastija Konbaung (1752–1885)

### Ponovna združitev
Kmalu po padcu Ave je nova dinastija v Švebu spodbijala oblast Hantavadija. V naslednjih 70 letih je zelo militaristična dinastija Konbaung začela ustvarjati največje burmansko kraljestvo, drugo po Bajinaungovem. Leta 1759 so sile konbaungškega kralja Alaungpaja združile celotno Burmo (in Manipur), enkrat za vselej uničile dinastijo Hantavadi in izrinile evropske moči, ki so jim pomagale: Francoze iz Tanljina in Angleže iz Negraisa.

### Vojna s Siamom in Kitajsko
Kraljestvo je nato začelo vojno s Siamom, ki je zasedel gornje obale Tenaserima do Martabana med burmansko državljansko vojno (1740–1757) in je zagotovil zatočišče za monske begunce. Leta 1767 je Konbaungova vojska zasedla velik del Laosa in porazila Siam, ni pa mogla končati preostalega siamskega odpora, saj so se bili prisiljeni braniti proti štiri vdorom dinastije Čing iz Kitajske (1765–1769). Medtem ko so se Burmanci branili v "najbolj katastrofalni mejni vojni, ki jo je dinastija Čing kdaj bojevala", jim je grozil še največji imperij na svetu. Čingi so ohranili močno vojaško zasedbo na obmejnih območjih približno eno desetletje v poskusu, da bi izsilili še eno vojno, medtem ko so uvedli prepoved mejne trgovine za dve desetletji.
Siamci so izkoristili burmansko obremenjenost s Kitajsko in leta 1770 povrnili svoja izgubljena ozemlja, poleg tega pa 1776 zajeli še velik del Lan Naja, s čimer se je končala več kot dve stoletji dolga burmanska nadvlada nad regijo. Burma in Siam sta šla spet v vojno 1785–1786, 1787, 1792, 1803–1808, 1809–1812 in 1849–1855, a brez uspeha. Po desetletjih vojn sta državi v bistvu izmenjali Tenaserim (Burma) in Lan Na (Siam).

### Širitev proti zahodu in vojna z britanskim imperijem
Soočeni z močno Kitajsko na severovzhodu in oživljenim Siamom na jugovzhodu se je kralj Bodopaja obrnil za širitev na zahod. Leta 1785 je osvojil Arakan, si prisvojil Manipur leta 1814 in zajel Assam v 1817–1819, ki je imel dolgo neopredeljeno mejo z britansko Indijo. Njegov naslednik kralj Badžido je prepustil Britancem reševanje uporov v Manipurju leta 1819 in Asamu leta 1821 in 1822. Čezmejne racije upornikov z britanskega zaščitenega ozemlja in boj proti čezmejnim napadom so Burmo pripeljale do prve angleško-burmanske vojne (1824–1826).
Trajala je dve leti in stala 13.000.000 ameriških dolarjev in je bila prva, najdaljša in najdražja vojna v britansko-indijski zgodovini, vendar se je končala z odločilno britansko zmago. Burma je odstopila od vseh zahodnih ozemelj, ki jih je zasedel Bodopaja (Arakan, Manipur in Asam), vključno Tenaserim. Burma je bila leta ohromljena s poplačilom velike odškodnine en milijon funtov (takrat 5 milijonov ameriških dolarjev). Leta 1852 so Britanci enostransko in preprosto zasegli provinco Pegu v drugi angleško-burmanski vojni.
Po vojni je kralj Mindon poskušal posodobiti burmansko državo in gospodarstvo in leta 1875 izdal trgovinske in ozemeljske koncesije, da bi preprečil nadaljnje britanske posege, vključno državo Kareni, Britancem. Kljub temu so Britanci, vznemirjeni zaradi utrditve francoske Indokine, osvojili preostali del države v tretji angleško-burmanski vojni leta 1885  in poslali zadnjega burmanskega kralja Tiba in njegovo družino v izgnanstvu v Indijo.

### Upravne in gospodarske reforme
Kralji Konbaung so v obnovljenem obdobju dinastije Taungu (1599–1752) najprej začeli širiti upravne reforme in dosegli najvišjo raven notranjega nadzora in razširitve navzven. Poostrili so nadzor pri nižje ležečih deželah in zmanjšali dedne privilegije Šanov saophas (šefi). Konbaunški uradniki so, zlasti po letu 1780, začeli trgovinske reforme, da bi povečali državne dohodke in bi postali predvidljivejši. Leta 1857 je vladar ustanovil polnopravni sistem denarnih davkov in plač, kar mu je pomagalo vzpostaviti prvi standardizirani srebrni kovanec v državi.

### Kultura
Nadaljevalo se je kulturno združevanje. Prvič v zgodovini sta burmanski jezik in kultura prevladovala po celotni dolini Iravadi, monščina in narodnost sta bili dokončno zasenčeni leta 1830. Bližnje šanske državice so sprejele norme dolinskih držav. Razvoj in rast burmanske literature in gledališča sta se nadaljevala, stopnja pismenosti odraslih moških je bila v tem obdobju izredno visoka (polovica vseh moških in 5 % žensk) . Meniška in laična elita okoli kraljev Konbaung, zlasti ko je vladal Bodopaja, je sprožila veliko reformacijo burmanskega intelektualnega življenja, samostanske ureditve in prakse so znane kot sudhamske reformacije. Posledica vsega tega je bila prva prava državna zgodovina.

## Britanska oblast
Velika Britanija je leta 1886 Burmo naredila za provinco Indije z glavnim mestom v Rangunu. Tradicionalna burmanska družba se je močno spremenila po propadu kraljestva in ločitvi vere in države. Čeprav se je vojna uradno končala že po nekaj tednih, se je odpor nadaljeval v severni Burmi do leta 1890, a so se Britanci končno zatekli k sistematičnemu uničevanju vasi in imenovanju novih uradnikov, da bi končno ustavili vso gverilsko dejavnost. Gospodarska narava družbe se je prav tako dramatično spremenila. Po odprtju Sueškega prekopa je povpraševanje po burmanskem rižu raslo in za pridelavo so namenili velike nove površine. Da bi pripravili novo zemljo za gojenje, so se bili kmetje prisiljeni zadolžiti pri indijskih posojilodajalcih, imenovanih chettiars, po visokih obrestnih merah in so bili zaradi neplačevanja pogosto zaplenjeni in izseljeni ter izgubili zemljo in živino. Čeprav je burmansko gospodarstvo raslo, sta bila vsa moč in bogastvo v rokah nekaj britanskih in angleško-burmanskih podjetij in priseljencev iz Indije. Civilna služba je v angleško-burmanskih skupnostih zaposlovala večinoma Indijce, Burmanci so bili skoraj v celoti izključeni iz vojaške službe. Čeprav je država cvetela, burmanski državljani niso uživali teh sadov (roman Georgea Orwella Burmese Days). Med kolonialno vladavino je angleško-burmanska prevlada v državi povzročila nezadovoljstvo med lokalnim prebivalstvom.
Okoli začetka 20. stoletja so se začela oblikovati nacionalistična gibanja v obliki mladih moških budističnih združenj (YMBA – Young Men's Buddhist Association) po zgledu YMCA ( Young Men's Christian Association), kot verska združenja, ki jih je dovolila kolonialna oblast. Nato so bila nadomeščena z General Council of Burmese Associations (GCBA), ki je bil povezan z Wunthanu athin ali nacionalnim združenjem, ki je nastal v vaseh po vsej Burmi. Med letoma 1900 in 1911 je U Dhamaloki izpodbijal krščanstvo in britansko oblast na verski podlagi. Nova generacija burmanskih voditeljev je nastala v začetku 20. stoletja med izobraženci, ki jim je bilo dovoljeno, da so šli v London študirat pravo. Vrnili so se z izkušnjami in prepričanjem, da bi se burmanski položaj lahko izboljšal z reformo. Progresivna ustavna reforma v začetku 1920-tih je zakonodajalcu omejila pooblastila in dala več avtonomije Burmi znotraj indijske uprave. Prizadevanja so omogočila tudi povečanje zastopanosti Burmancev v državnih službah. Nekateri ljudje so menili, da stopnja sprememb ni bila dovolj hitra in da reforme ne bodo dovolj zgovorne.
Leta 1920 je izbruhnila prva univerzitetna študentska stavka v zgodovini, naperjena proti novemu zakonu o univerzi, ker so študenti verjeli, da bo koristila le eliti in ohranjala kolonialno vladavino. Državne šole so zrasle po vsej državi v znak protesta proti kolonialnemu izobraževalnemu sistemu in stavke se spominjajo kot "dan državnosti." Stavke in protidavčni protesti so se nadaljevali v 1920-tih pod vodstvom Wunthanu athins. Med političnimi aktivisti so bili budistični menihi (pongyi), kot sta bila U Otama in U Seinda v Arakanu, ki sta nato vodila oborožen upor proti britanski in poznejši nacionalistični vladi po osamosvojitvi. U Visara je bil prvi mučenec gibanja, ki je umrl po dolgotrajni gladovni stavki v zaporu (ena glavnih cest v Jangonu se imenuje U Visara.) Decembra 1930 je bil lokalni protest proti davkom, ki ga je vodil Saja San v Taravadiju in je hitro prerasel v regionalno in nato nacionalno vstajo proti vladi. Trajal je dve leti in se je imenoval galon po mitološki ptici Garuda – sovražnica nag, tj. Britancev – okrašen na zastavicah upornikov; potrebni so bili tisoči britanskih vojakov, skupaj z obljubami nadaljnje politične reforme, da bi zatrli upor. Sojenje Saji Sanu, ki je bil usmrčen, je bilo povod za več prihodnjih državnih voditeljev, vključno z dr. Ba Mojem in U Savom, ki so sodelovali v svojo obrambo, da so se dvignili v ospredje.
Maja 1930 je bila ustanovljena Dobama Asiayone (We Burmans Association), katere člani so se imenovali thakini (ironično ime thakin pomeni "mojster" v burmanščini, podobno kot indijsko sahib). Druga študentska stavka leta 1936 je sprožila izgon Aung Sana in Ko Nuja, voditeljev rangunske univerzitetne študentske unije (RUSU), za zavrnitev, da bi razkrili ime avtorja, ki je napisal članek v univerzitetni reviji, ki naj bi bil oster napad na enega izmed višjih univerzitetnih uradnikov. Stavka se je razširila v Mandalaj, kar je vodilo do nastanka vseburmanske študentske unije (ABSU). Aung San in Ko Nu sta se pozneje pridružila gibanju thakin, ki se je razvilo v državno politiko. Britanci so ločili Burmo od Indije leta 1937 in kolonija je dobila novo ustavo, ki je zahtevala popolno izvoljeno skupščino. Ba Mo je postal prvi predsednik vlade Burme, vendar pa ga je že 1939 nasledil U So, ki je služil kot predsednik vlade od 1940, dokler ga niso Britanci 19. januarja 1942 prijeli zaradi povezav z Japonci.
Val stavk in protestov, ki so se začele na naftnih poljih v osrednji Burmi leta 1938, je postala splošna stavka z daljnosežnimi posledicami. Gibanje je postalo znano kot Htaung thoun ya byei ayeidawbon ( "1300 Revolution", poimenovan po burmanskem koledarskem letu) in 20. decembra, ko je padel prvi mučenec Aung Čo, se učenci spominjajo kot "dan Bo Aung Čoja".

### Druga svetovna vojna in Japonska
Nekateri burmanski nacionalisti so imeli izbruh druge svetovne vojne za priložnost, da dobijo koncesije od Britancev v zameno za pomoč v vojni. Drugi Burmanci, kot je gibanje thakin, so izrecno nasprotovali udeležbi Burme v vojni. Aung San je z drugimi thakini avgusta 1939 ustanovil Komunistično partijo Burme (CPB). Marksistična literatura in tudi razprave gibanja Sinn Féin na Irskem so bile široko razširjene in brane med političnimi aktivisti. Aung San je tudi soustanovitelj ljudske revolucionarne stranke (PRP), ki se je po drugi svetovni vojni preimenovala v Socialistično stranko. Bil je tudi ključnega pomena pri ustanavljanju Bama htwet Yat gaing (Svobodnega bloka) s kovanjem zavezništva z Dobama, ABSU, politično aktivnimi menihi in Ba Mojevo Sinyètha (Poor Man) stranko. Po organizaciji Dobama, imenovani po nacionalni vstaji, je bil izdan nalog za prijetje mnogih voditeljev organizacije, vključno z Aung Sanom, ki je pobegnil na Kitajsko. Namen Aung Sana je bil priti v stik s kitajskimi komunisti, a so ga odkrile japonske oblasti, ki so mu ponujale pomoč pri ustanovitvi tajne službe, imenovane Minami Kikan, pod vodstvom polkovnika Suzukija, zaradi zapiranja Burmanske ceste in podpiranja narodne vstaje. Aung San se je na kratko vrnil v Burmo, da bi si pridobil 29 mladeničev, ki so odpotovali z njim na Japonsko, da bi se vojaško usposabljali na otoku Hajnan v Kitajski. Ko so Japonci decembra 1941 zasedli Bangkok, je Aung San napovedal burmansko neodvisnost vojske (BIA) v pričakovanju japonske vdora v Burmo leta 1942.
BIA je v nekaterih predelih države spomladi leta 1942 oblikovala začasno vlado, vendar je japonsko vodstvo o prihodnosti Burme razmišljalo drugače. Medtem ko je polkovnik Suzuki spodbudil trideset tovarišev, da ustanovijo začasno vlado, japonsko vojaško vodstvo ni nikoli uradno sprejelo takega načrta. Sčasoma se je japonska vojska obrnila k Ba Moju, da oblikujejo vlado. V njegov kabinet so bili vključeni Aung San kot vojaški minister, komunistični voditelj Takin Tan Tun kot minister za podeželje in kmetijstvo, socialistična voditelja Takina Nu in Mja. Ko so Japonci razglasili Burmo teoretično kot neodvisno leta 1943, je bila burmanska obrambna vojska (BDA) preimenovana v Burmansko državno vojsko (BNA).
Kmalu je postalo jasno, da so bile japonske obljube o neodvisnosti zgolj prevara in da je bil Ba Mo prevaran. Razočaran Aung San je začel pogajanja s komunističnimi voditelji thakini Tan Tunom in Takinom Soejem in socialističnima voditeljema Ba Svenom in Čo Njeinom, ki so avgusta 1944 na tajnem sestanku CPB, PRP in BNA v Peguju privedli do oblikovanja protifašistične organizacije (AFO). AFO se je pozneje preimenovala v protifašistično ljudsko svobodno ligo (AFPFL). Takina Tan Tun in Soe, ki sta v zaporu Insein julija 1941 napisala Insein Manifesto, sta glede na prevladujoče mnenje v gibanju Dobama označila svetovni fašizem kot glavnega sovražnika v prihajajoči vojni in se zavzela za začasno sodelovanje z Britanci v široki zavezniški koaliciji, ki naj bi vključevala tudi Sovjetsko zvezo. Soe je odšel v ilegalo, da bi organiziral odpor proti japonski zasedbi, medtem ko so bili drugi komunistični vodje izgnani v Simlo v Indijo.
Tam so nastali neuradni stiki med AFO in zavezniki leta 1944 in 1945. S pomočjo britanske organizacije Force 136 se je 27. marca 1945 Burmanska narodna uprla proti Japoncem. 27. marec je bil praznik "dan odpora", dokler ga vojska ni preimenovala v "dan tatmadava (vojska)". Aung San in drugi so pozneje začeli pogajanja z lordom Mountbattnom in se uradno pridružili zaveznicam kot domoljubne burmanske sile (PBF). Japonci so bili pregnani iz večjega dela Burme do maja 1945. Pogajanja za razorožitev so nato začeli z Britanci v sodelovanju z AFO. Nekateri veterani so oblikovali paravojaške sile pod vodstvom Aung Sana, ki so se imenovale Pyithu yèbaw tat ali ljudska volonterska organizacija (PVO). Vključitev PBF je bila uspešno sklenjena na konferenci v Kandyju na Cejlonu septembra 1945.
Med japonsko zasedbo je umrlo 170.000 do 250.000 civilistov.

### Od japonske predaje do atentata na Aunga Sana
Predaja Japoncev je v Burmo prinesla vojaško upravo in zahteve za kaznovanje Aunga Sana zaradi njegovo vpletenosti v umor med vojaškimi operacijami leta 1942. Lord Mountbatten je spoznal, da je to nemogoče glede na njegovo priljubljenost v stranki. Po končani vojni se je vrnil britanski guverner, Sir Reginald Dorman-Smith. Obnovljena vlada je ustanovila politični program, ki je bil osredotočen na fizično obnovo države in zapoznelo razpravo o neodvisnosti. AFPFL je nasprotoval vladi, kar je vodilo do politične nestabilnosti v državi. Razkol je nastal tudi v AFPFL med komunisti in Aungom Sanom skupaj s socialisti. Tan Tun je bil prisiljen odstopiti kot generalni sekretar organizacije julija 1946, naslednjega oktobra pa še iz CPB od AFPFL. Dormana Smitha je zamenjal Sir Hubert Rance kot novi guverner in skoraj takoj po njegovem imenovanju je policija Ranguna stavkala. Stavka, ki se je začela septembra 1946, se je razširila s policije na vladne uslužbence in skoraj bi nastala splošna stavka. Rance je umiril razmere s srečanjem z Aungom Sanom in ga prepričal, da se je pridružil izvršnemu svetu guvernerja skupaj z drugimi člani AFPFL. Nov izvršni svet, ki se mu je zdaj povečala verodostojnost v državi, je začel pogajanja za burmansko neodvisnost, ki so bila uspešno končana v Londonu kot "Sporazum Aung San-Attlee" 27. januarja 1947. Sporazum ni bil po volji komunistov in konservativne veje AFPFL, ki so šli v ilegalo, ter konservativcem v opoziciji. Aungu Sanu je uspelo skleniti sporazum z narodnimi manjšinami za združeno Burmo na "konferenci Panglong" 12. februarja, ki ga praznujejo od takrat kot "dan Unije". U Aung Zan Vai, U Pe Kin, Mjom U Tan Čve, major Aung, Sir Maung Dži in dr. Sein Mja Maung so bili najpomembnejši pogajalci in voditelji zgodovinske konference pinlon (panglong). Vsi ti voditelji so se odločili za ustanovitev Unije Burme. Praznovanje dneva unije je eden največjih v zgodovini Burme. 19. julija 1947 so U So, konservativni predvojni premier Burme, in politični tekmeci umorili Aunga Sana in več članov kabineta. Kmalu zatem je izbruhnil upor v Arakanu pod vodstvom veterana meniha U Seinda in se je začel širiti v druga okrožja. Priljubljenost AFPFL in socialistov se je končno potrdila, ko je prepričljivo zmagala aprila 1947 na splošnih burmanskih volitvah.
Takin Nu, socialistični voditelj, je zdaj prosil, da se oblikuje nov kabinet in je predsedoval burmanski neodvisnosti 4. januarja 1948.

## Neodvisna Burma

### 1948–62
Za prva leta burmanske neodvisnosti so značilni zaporedni upori komunistov Rdeče zastave, ki jih je vodil Takin Soe, komunistov Bele zastave pod vodstvom Takina Tana Tuna, Jèbo Pju (Bel trak PVO) pod vodstvom Bo La Jaunga, član Trideset tovarišev, samih vojaških upornikov, ki sebe imenujejo revolucionarna armada Burme (RBA), ki jo vodijo komunistični častniki Bo Zeja, Bo Jan Aung in Bo Je Htut – vsi trije člani Trideset tovarišev, Arakanskih muslimanov ali mudžahedinov in Karenske narodne unije (KNU).
Po zmagi komunistov na Kitajskem leta 1949 so oddaljena območja Severne Burme mnogo let nadzorovale sile vojske Kuomintanga (KMT) pod poveljstvom generala Li Mina.
Burma je v teh zgodnjih letih sprejela tujo pomoč pri obnovi države, vendar pa sta nadaljevanje ameriške pomoči in kitajska nacionalistična vojaška prisotnost v Burmi končno privedla do zavrnitve tuje pomoči, saj se niso hoteli pridružiti South-East Asia Treaty Organization (SEATO) in podpori Bandunške konference 1955. V Burmi so se trudili biti nepristranski pri svetovnih zadevah. Burma je bila ena izmed prvih držav na svetu, ki je priznala Izrael in Ljudsko republiko Kitajsko.
Leta 1958 je država začela gospodarsko napredovati, a je začela razpadati politično zaradi razkola v AFPFL v dve frakciji, ena s Takinom Nujem in Tinom, druga pod vodstvom Ba Sveja in Čo Njeina, in to kljub nepričakovanemu uspehu U Nujeve armade za demokracijo, ki je sprejela U Seinda v Arakan, Pa-O, nekaj skupin Monov in Šanov, a pomembnejša je bila predaja PVO. Položaj je postal zelo nestabilen tudi v parlamentu, U Nu je preživel glasovanje o nezaupnici samo s podporo opozicijske National United Front (NUF). Zagovorniki vojske so videli "grožnjo" v CPB, prišli s sporazumom z U Nujem skozi NUF in na koncu je U Nu "povabil" načelnika vojske generala Ne Vina, da je prevzel državo. Več kot 400 komunističnih simpatizerjev je bilo prijetih, od katerih so jih 153 deportirali na otok Coco v Andamanskem morju. Med njimi je bil vodja NUF Aung Tan, starejši brat Aung Sana. Botataung, Kjemon in Rangoon Daily so bili tudi ukinjeni.
Ne Vinova prehodna vlada je uspešno vzpostavila razmere in utrla pot za nove splošne volitve leta 1960, ko se je z veliko večino vrnila U Nujeva Union Party. Položaj ni ostal stabilen dlje časa, saj je Šansko zvezno gibanje, ki ga je začel Njaung Šve Sobva Sao Šve Taik (prvi predsednik neodvisne Burme 1948–1952), ki si je prizadeval za "ohlapno" federacijo in je bilo videti kot separatistično gibanje, ki vztraja v vladi v čast pravici do odcepitve v 10 letih na podlagi ustave 1947.

### 1962–88
2. marca 1962 je Ne Vin s šestnajstimi drugimi visokimi vojaškimi častniki uprizoril državni udar, prijeli so U Nuja, Sao Šve Taika in več drugih ter razglasili socialistično državo, ki jo je vodil zvezni revolucionarni svet, Union Revolutionary Council. Taikov sin, Sao Mje Taik, je bil ustreljen. Tibo Sobva Sao Ča Seng je tudi skrivnostno izginil, potem ko se je ustavil na nadzorni točki v bližini Taundžija.
Številni protesti so sledili državnemu udaru in odgovor vojske je bil sprva blag. 7. julija 1962 pa je vojska miren študentski protest na Rangunski univerzi zatrla s silo. Umrlo je več kot 100 študentov. Naslednji dan je vojska razstrelila stavbo Študentske unije. Med RC in različnimi oboroženimi uporniškimi skupinami so leta 1963 sklicali mirovne pogovore, vendar brez uspeha. Stotine ljudi so priprli v Jangonu in drugod, z desne in leve politične strani. 28. marca 1964 so bile vse opozicijske stranke prepovedane. Kačinski uporniki, Kačinska organizacija za neodvisnost (KIO), so začeli z izjavo U Nuja o budizmu kot državni veri in armada države Šanov (SSA) je že leta 1961 pod vodstvom Sao Šve Taikove žene Mahadevi in sina Čao Tzang Jaunghve začela leta 1964 upor kot neposredno posledico vojaškega udara iz leta 1962.
Ne Vin je hitro sprejel ukrepe za preoblikovanje Burme po svoji viziji "socialistične države" in osamil državo pred preostalim svetom. Enostrankarski sistem Burmanske socialistične stranke (BSPP) je imel popoln nadzor. Trgovina in industrija sta bili nacionalizirani čez noč, vendar gospodarstvo ni raslo, saj je vlada preveč poudarka dala industrijskemu razvoju na račun kmetijstva. Aprila 1972 so se Ne Vin in drugi iz revolucionarnega sveta unije upokojili v vojski. Kot U Ne Vin je nadaljeval vodenje države s pomočjo BSPP. Januarja 1974 je bil razglašena Nova ustava in ustanovljen je bil zvezni parlament Union Parliament (Pjitu Hluto), ki je imel vrhovno zakonodajno, izvršilno in sodno oblast in lokalnih ljudskih svetov. Ne Vin je postal predsednik nove vlade.
V začetku maja 1974 se je val stavk proti korupciji, inflaciji in pomanjkanju živil, zlasti riža, iz Ranguna razširil tudi drugod po državi. V Rangunu so priprli delavce na železniški postaji Insein, vojaki so streljali na delavce tekstilne tovarne Tamaing in ladjedelnice Simalaik. V decembru 1974 so največje protivladne demonstracije do tedaj izbruhnile na pogrebu nekdanjega generalnega sekretarja ZN U Tanta. [36] U Tant je bil v 1950-tih najbližji svetovalec premierja U Nuja in je bil simbol nasprotovanja vojaškemu režimu.
23. marca 1976 je bilo več kot 100 študentov priprtih na mirni slovesnosti (maing jabjei) v počastitev stoletnice rojstva Takina Koda Mainga, ki je bil največji burmanski pesnik, pisatelj in narodni vodja 20. stoletja zgodovine Burme. Navdihnil je celo generacijo burmanskih nacionalistov in pisateljev. Njegovo delo, v glavnem napisano v verzih, je krepilo neizmeren ponos na zgodovino, jezik in kulturo ter pozivalo, naj sprejmejo neposredne ukrepe, kot so stavke. Maing je bil vodja glavne struje Dobama, ki je poslal Trideset tovarišev v tujino na vojaško usposabljanje. Po osamosvojitvi je svoje življenje posvetil notranjemu miru in narodni spravi, dokler ni leta 1964 umrl v starosti 88 let. Maing je pokopan v mavzoleju na podstavku pagode Švedagon.
Mlad častnik, kapitan On Čo Mjint, je leta 1976 z nekaj častniki koval zaroto, da bi ubil Ne Vina in San Juja, vendar so ga odkrili in obesili.
Leta 1978 je bila vojaška operacija proti muslimanom Rohingja v Arakanu, ki se je imenovala operacija King Dragon. 250.000 beguncev je zbežalo v sosednji Bangladeš.
U Nu je po izpustitvi iz zapora oktobra 1966 zapustil Burmo aprila 1969. Naslednjega avgusta je v Bangkoku na Tajskem z nekdanjimi Tridesetimi tovariši, Bo Naj Ja, soustanovitelj CPB ter nekdanji minister za obrambo in podpredsednik vlade, Bo Jan Naing in U Tvin, prej BIA in nekdanji minister za trgovino, ustanovil Parlamentarno demokratsko stranko (PDP). Še en član Tridesetih tovarišev, Bomu Aung, nekdanji minister za obrambo, se je pridružil pozneje. Četrti, Bo Setča, ki je šel v ilegalo po udaru 1962, je umrl v Bangkoku, tik preden je prispel U Nu. PDP je začela oborožen upor po vsej tajski meji od leta 1972 do 1978, ko je bil Bo Let Ja ubit v napadu Karenske narodne zveze (KNU). U Nu, Bomu Aung in Bo Jan Naing so se vrnili v Rangun po amnestiji leta 1980.

### Kriza in vstaja 1988
Ne Vin se je upokojil kot predsednik leta 1981, vendar je ostal na oblasti kot predsednik BSPP do nenadne nepričakovane napovedi, da bo odstopil 23. julija 1988. Leta 1980 je gospodarstvo sicer začelo rasti, vendar so cene surovin in naraščanje dolga povzročile gospodarsko krizo. Sledila je gospodarska reforma 1987–1988, ki je sprostila socialistični nadzor in spodbujala tuje naložbe. To ni zavrlo rasti pretresov v državi, občasna "demonetizacija" nekaterih bankovcev je bila nenehna, od katerih zadnja septembra 1987 je izbrisala prihranke velike večine ljudi.
Septembra 1987 je U Ne Vin nenadoma izbrisal valutne zapiske, kar je povzročilo velik preobrat v gospodarstvu. Glavni razlog za preklic naj bi bilo vraževerje U Ne Vina, saj je menil, da je številka devet njegova srečna številka in je dovolil le 45 in 90-čatne zapiske, ker so bili deljivi z devet. Burmanskemu sprejemu med najmanj razvite države pri ZN je naslednjega decembra sledil gospodarski stečaj.
Zavladali so nasilje, kaos in anarhija. Civilna uprava je prenehala obstajati, septembra istega leta je bila država na robu revolucije. Oborožene sile pod poveljstvom generala So Maunga so izvedle državni udar in 8. avgusta ponovno vzpostavile red. Med "vstajo 8888" je vojska ubila tisoče ljudi. Vojska je pometla z ustavo iz leta 1974 v korist vojnega prava v okviru državnega reda in miru, postavila State Peace and Development Council (SLORC) s So Maungom kot predsednikom in premierjem.
Na posebni šesturni novinarski konferenci 5. avgusta 1989 je brig. gen. Kin Njunt, SLORCOV sekretar 1 in vodja vojaške obveščevalne službe (MIS) trdil, da je vstajo vodila Komunistična partija Burme s svojo ilegalno organizacijo.

### 1990–2006
Vojaška vlada je leta 1989 napovedala spremembo imena države, iz angleške Burmea v Mjanmar. Prav tako je nadaljevala gospodarske reforme, ki jih začel že stari režim, ter se zavzela za ustavodajno skupščino in revizijo ustave iz leta 1974. To je pripeljalo do večstrankarskih volitev v maju 1990, ko je Nacionalna liga za demokracijo (NLD) premagala Stranko narodne enotnosti (NUP, naslednici BSPP) in okoli 12 manjših strank.
Vojska ni pustila sklicati skupščine in nadaljevala, da imajo NLD dva voditelja, U Tin Uja in Aung San Su Či, hčer Aung Sana, v hišnem priporu. Burma je bila pod vse večjim mednarodnim pritiskom, da mora sklicati izvoljeno skupščino, še posebej, ko je Aung San Su Či prejela Nobelovo nagrado za mir leta 1991 in začela tudi gospodarske sankcije. Aprila 1992 je vojska nadomestila So Maunga z generalom Tan Švejem.
Tan Šve je spustil U Nuja iz zapora in sprostil nekatere omejitve za Aung San Su Či v hišnem priporu in jo leta 1955 končno izpustil, a ji prepovedal zapustiti Rangun. Tan Šve je januarja 1993 končno izpolnil tudi nacionalno konvencijo, vendar je vztrajal, da mora skupščina ohraniti pomembno vlogo vojske v kateri koli prihodnji vladi. NLD je naveličana motenj konec leta 1995 odšla in zbor je bil dokončno zavrnjen marca 1996, ne da bi pripravil ustavo.
Leta 1990 se je moral vojaški režim spopasti z več upori plemenskih manjšin vzdolž svojih meja. General Kin Njunt ni mogel doseči premirja, kar se je končalo s spopadi s Kokangi, gorskimi plemeni, kot so Va in Kačini. Vojska je končno zajela glavno bazo v Manerploju spomladi 1995, vendar še vedno ni bilo dokončne mirovne rešitve. Kun Sa, velik opijski vojskovodja, ki je nadzoroval dele države Šan, je po pritisku ZDA sklenil dogovor z vlado decembra 1995.
Po neuspehu nacionalne konvencije za oblikovanje nove ustave so napetosti med vlado in NLD popustile. SLORC je bila odpravljena novembra 1997, nadomestil jo je State Peace and Development Council (SPDC), vendar so bile to le kozmetične spremembe. Stalna poročila o kršitvah človekovih pravic v Burmi, ki so jih vodile Združene države, so pripomogle k zaostritvi sankcij v letu 1997, sledila jim je tudi Evropska unija v letu 2000.
Vojska je med septembrom 2000 do maja 2002 spet odredila hišni zapor za Aung San Su Či, ko so bile odpravljene tudi njene omejitve potovanj zunaj Jangona. Spravni pogovori so potekali z vlado, vendar so bili na mrtvi točki in Su Či je bila ponovno v priporu maja 2003. Vlada je spet, že drugič, začela močno zatirati NLD, priprla je veliko njenih voditeljev in zaprla večino njenih pisarn. Razmere v Burmi so še danes napete.
Avgusta 2003 je Čin Njunt napovedala sedem korakov "načrta za demokracijo", za katerega vlada trdi, da se izvaja. Ni časovnega razporeda, povezanega z načrtom vlade, ali možnosti ali neodvisnih dejavnikov za preverjanje, da se premika naprej. Večina zahodnih vlad in sosed Burme dvomi o uspehu so kritične do načrta.
17. februarja 2005 se je vlada ponovno sestala zaradi nacionalne konvencije, prvič od leta 1993, da bi ponovno napisali ustavo. Vendar glavne prodemokratične organizacije in stranke, vključno z Narodno ligo za demokracijo, niso sodelovale, vojska je to dovolila le manjšim strankam. Prekinjena je bila januarja 2006.
Novembra 2005 je vojaška hunta začela premikati vlado iz Jangona na neimenovano lokacijo blizu Čatpjaja tik pred Pjinmanom, v na novo imenovano prestolnico. Ta javna akcija naj bi preprečila ponovitev dogodkov iz leta 1988. Leta 2005 so glavno mesto preselili iz Jangona v Nepjido. Na dan vojske (27. marec 2006) je bilo glavno mesto uradno imenovano Nepjido Mjodo (dob. Kraljevsko mesto sedeža kraljev).
Novembra 2006 je Mednarodna organizacija dela (ILO) napovedala, da se bo skušala na Meddržavnem sodišču  – boriti "za pregon članov vladajoče mjanmarske hunte zaradi zločinov proti človeštvu" zaradi neprekinjenega prisilnega dela njenih državljanov, ki jim ga vsiljuje vojska. Po podatkih Mednarodne organizacije dela mora 800.000 ljudi v Mjanmaru prisilno delati.

### Protivladni protesti 2007
Leta 2007 je bila v Mjanmaru vrsta protivladnih protestov, ki so se začeli 15. avgusta 2007. Neposredni vzrok zanje je bil predvsem nenapovedana odločitev vladajoče hunte, da odstrani subvencije za gorivo, kar je povzročilo dvig cen dizelskega goriva in bencina za 100 % in cene stisnjenega zemeljskega plina za avtobuse do petkrat v manj kot enem tednu. Demonstracije so bile sprva obravnavane hitro in ostro, saj je hunta več deset protestnikov prijela in pridržala. 18. septembra so bili protesti pod vodstvom tisočev budističnih menihov in so se nadaljevali, dokler jih prenovljena vlada 26. septembra ni zatrla.
V burmanski vojski naj bi nastala nesoglasja, vendar nobena vest o tem ni bila potrjena. Med demonstracijami naj bi 30 do 40 menihov in 50 do 70 civilistov ubili, okoli 200 pa pretepli. Nekateri drugi viri razkrivajo bolj dramatične številke. V izjavi za Belo hišo je predsednik Bush dejal: »Menihe so pretepli in ubili ... tisoče protestnikov so aretirali.« Nekatera poročila so proteste imenovala žafranasta revolucija.
7. februarja 2008 je SPDC napovedala, da bo referendum za ustavo presodila in da bodo volitve po letu 2010. Burmanski ustavni referendum je bil 10. maja 2008 in obljubil uspešno demokracijo in državo v prihodnosti.

### Ciklon Nargis
3. maja 2008 je ciklon Nargis, ko je veter pihal do 215 km/h, opustošil deželo, del gosto poseljenega ozemlja in kmetijsko delto Iravadija. Predvidevajo, da je umrlo ali izginilo več kot 130.000 ljudi, škode je bilo za 10 milijard ameriških dolarjev; to je bila najhujša naravna nesreča v burmanski zgodovini. Poročilo Svetovnega programa za hrano pravi, da so »bile nekatere vasi skoraj popolnoma izbrisane in so obsežna območja z nasadi riža uničena«.
Združeni narodi ocenjujejo, da je več kot 1 milijon ljudi ostalo brez strehe nad glavo, Svetovna zdravstvena organizacija »je prejela poročila o izbruhih malarije v najbolj prizadetih območjih«. V kritičnih dneh po tej nesreči je izolacionistični režim v Mjanmaru zavlačeval prizadevanja za vstop letal Združenih narodov, ki bi dostavljala zdravila, hrano in druge potrebščine. Neuspeh vlade, da dovoli vstop mednarodne pomoči, so Združeni narodi opisali kot "brez primere".

### Po 2011
V letih 2011 in 2012 so se začele burmanske demokratične reforme. Vključujejo izpustitev vodje prodemokracije Aung San Su Či iz hišnega pripora in poznejše pogovore z njo, ustanovitev nacionalne komisije za človekove pravice, splošno amnestijo več kot 200 političnih zapornikov, pripravo nove delovne zakonodaje, ki bi omogočala sindikate in stavke, sprostitev tiskovne cenzure in predpise valutnih praks.
Kot posledica reform je ASEAN odobril ponudbo Mjanmara za predsedovanje v letu 2014. Združene države Amerike oziroma državna sekretarka Hillary Clinton je 1. decembra 2011 obiskala Mjanmar, da bi spodbudila nadaljnji napredek; to je bil prvi obisk državnega sekretarja v več kot petdeset letih. Predsednik ZDA Barack Obama je obiskal Mjanmar eno leto pozneje in postal prvi ameriški predsednik, ki je obiskal to državo.
Su Čijina stranka Nacionalna liga za demokracijo je sodelovala pri nadomestnih volitvah, ki so bile 1. aprila 2012, ko je vlada ukinila zakone, ki so povzročile bojkot NLD na splošnih volitvah 2010. NLD je zmagala na nadomestnih volitvah, dobila je 41 od 44 sedežev. Še vedno je položaj negotov, nekateri politični zaporniki še niso bili sproščeni in spopadi med burmansko vojsko in lokalnimi uporniškimi skupinami se nadaljujejo. Sindikat je na volitvah izjavil, da bodo nove volitve novembra 2015.